# Los Trejo
Los Trejo är en ort i Mexiko.   Den ligger i kommunen Tlalpujahua och delstaten Michoacán de Ocampo, i den sydöstra delen av landet, 120 km väster om huvudstaden Mexico City. Los Trejo ligger 2 606 meter över havet och antalet invånare är 467.
Terrängen runt Los Trejo är kuperad. Runt Los Trejo är det ganska tätbefolkat, med 179 invånare per kvadratkilometer. Närmaste större samhälle är El Oro de Hidalgo, 11,9 km öster om Los Trejo. Trakten runt Los Trejo består till största delen av jordbruksmark.